# Cypripedium neoparviflorum
Cypripedium neoparviflorum é uma espécie de orquídea terrestre, família Orchidaceae, que habita a Manchúria, na China.